# A.C. Milan w roku 1907
Osiągnięcia i skład piłkarskiego zespołu A.C. Milan w roku 1907.

## Osiągnięcia
- Mistrzostwa Włoch: 1. miejsce

## Podstawowe dane
- Oficjalna nazwa klubu: Milan Cricket and Foot-Ball Club
- Siedziba klubu: Fiaschetteria Toscana, Via Berchet 1
- Boisko: Campo Milan di Porta Monforte
- Prezes klubu:  Alfred Edwards
- Trener zespołu:  Daniele Angeloni I
- Kapitan drużyny:  Herbert Kilpin

## Skład zespołu
Bramkarze:
| Włochy | Gerolamo Radice |

Obrońcy:
| Włochy | Guido Moda     |
| Włochy | Andrea Meschia |

Pomocnicy:
| Szwajcaria | Alfred Bosshard   |
| Włochy     | Attilio Trerè     |
| Anglia     | Herbert Kilpin    |
| Włochy     | Attilio Colombo   |
| Włochy     | Gian Guido Piazza |
| Szwajcaria | Gustav Hauser     |

Napastnicy:
| Szwajcaria | Ernst Widmer            |
| Szwajcaria | Hans Walter Imhoff      |
| Niemcy     | Johann Ferdinand Mädler |
| Włochy     | Alessandro Trerè        |
| Włochy     | Camillo Parisini        |
| Włochy     | Vittorio Pedroni        |